# Tempestade tropical Brenda (1960)
A tempestade tropical Brenda foi a segunda tempestade nomeada da temporada de furacões no Atlântico de 1960. Desenvolveu-se no nordeste do Golfo do México em 28 de julho e, depois de passar pela Península da Flórida, atingiu o status de tempestade tropical. Ele acelerou para nordeste ao longo da costa leste dos EUA, atingindo o pico como uma tempestade moderada com ventos de 97 km/h (60 mph) antes de cruzar os estados do Médio Atlântico e a Nova Inglaterra; dissipou-se em 31 de julho sobre o sul do Canadá. Ele infligiu danos moderados na Flórida, os piores desde o furacão Easy de 1950, e causou fortes chuvas ao norte até a cidade de Nova Iorque. Seu dano total foi estimado em US $ 5 milhões, e apenas mortes indiretas foram atribuídas a ele.

## História meteorológica
Uma fraca área de baixa pressão que se organizou no nordeste do Golfo do México começou a se intensificar em 28 de julho, enquanto localizada a oeste da Baía de Tampa. No início da sua existência, o sistema tinha uma ampla circulação com ventos principalmente fracos, semelhantes aos de uma tempestade subtropical. Estima-se que a tempestade tenha se tornado uma depressão tropical no início do dia anterior, conforme se movia em direção ao nordeste. Ele atingiu a costa da Flórida perto de Cross City e continuou para o interior, acelerando gradualmente. Provavelmente atingiu o status de tempestade tropical por volta das 12:00 UTC em 28 de julho, enquanto seu centro estava situado a oeste de Tampa. O ciclone foi batizado de Brenda depois que aeronaves de reconhecimento confirmaram que havia atingido a intensidade de uma tempestade tropical.
Brenda seguiu para o norte, roçando as costas da Geórgia e da Carolina do Sul antes de se mudar para o interior da Carolina do Norte em 29 de julho. Atingiu seus ventos máximos de 97 km/h (60 mph) no final da noite, enquanto situado ao sul de Wilmington. Na manhã seguinte, a tempestade surgiu sobre a Baía de Chesapeake movendo-se para nordeste por volta 48 km/h (30 mph). Brenda cruzou a Península de Delmarva e rapidamente seguiu para o sul de Nova Jérsia. A tempestade atravessou o estado e finalmente atingiu outra costa em Brooklyn, Nova Iorque, antes de atingir o litoral de Connecticut.
Por volta das 00:00 UTC de 31 de julho, Brenda mudou-se para Massachusetts. Pouco tempo depois, perdeu as suas características tropicais e transitou para um ciclone extratropical. Ele se dissipou em 1 de agosto no sul do Canadá. Como Brenda estava nas proximidades de terra durante a maior parte de seu curso, não foi capaz de se intensificar além do status de tempestade tropical.

## Preparativos e impacto

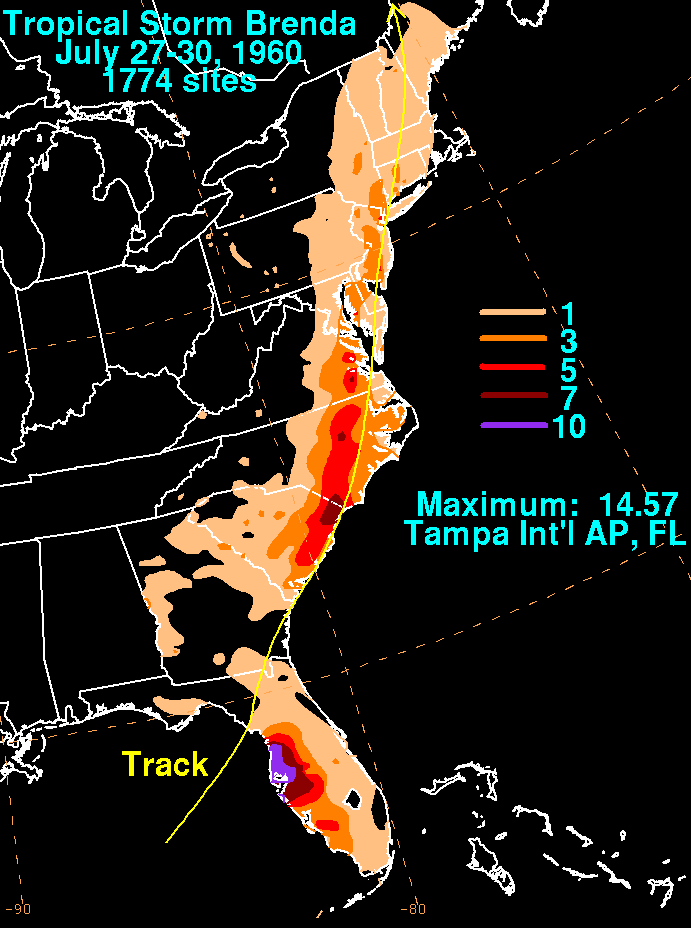
Precipitação total da tempestade para Brenda (1960)

Antes da tempestade, alertas de tempestade tropical e avisos de vento foram emitidos da Flórida ao Maine.
As chuvas da tempestade tropical Brenda afetaram pelo menos 16 estados. A precipitação mais forte caiu no oeste da Flórida perto de Tampa, a leste do centro da tempestade; o Aeroporto Internacional de Tampa registrou 370 mm (14.57 in) de chuva. Extensas inundações ocorreram na Península da Flórida centro-oeste. Rajadas de vento ultrapassaram 97 km/h (60 mph), e a tempestade produziu ondas de 3.0 m (10 ft) altas ao longo da costa, levando a erosão considerável. No entanto, as marés de tempestade não foram severas. Ao redor da área de Nápoles, os efeitos de Brenda foram principalmente leves, embora pequenos barcos, docas e estradas tenham sofrido alguns danos. Um paredão privado em Clearwater foi rompido em dois lugares pelo ciclone.
Brenda foi considerada a pior tempestade a atingir a área desde o furacão Easy em 1950. Embora nenhuma vítima seja diretamente atribuída à tempestade, pelo menos uma morte relacionada ao trânsito ocorreu. De acordo com um relatório do Serviço de Desastres da Cruz Vermelha Americana abrangendo oito condados da Flórida, 11 casas sofreram danos significativos, enquanto 567 sofreram danos menores. Ao todo, cerca de 590 famílias foram afetadas. O dano monetário total é estimado em cerca de US $ 5 milhões.
As marés ao longo dos Outer Banks da Carolina do Norte foram geralmente registradas em 0.61 m (2 ft) acima do normal. Dentro e ao redor de Wilmington, a tempestade causou pequenos danos aos telhados e janelas de algumas estruturas à beira-mar. A energia foi temporariamente interrompida devido a galhos de árvores caídos. As fortes chuvas causaram inundações em córregos e rios e, em algumas áreas, a precipitação ajudou a acabar com uma grave seca. Alguns barcos foram inundados e os ventos arrancaram o telhado de uma cabana em Long Beach. A chuva forte e as marés altas inundaram os campos de tabaco.
Chuvas moderadas se estenderam para o norte nos estados do Médio Atlântico, com totais mais leves relatados mais ao norte em Nova Iorque. Na cidade de Nova York, 122 mm (4.79 in) de precipitação caiu, batendo o recorde de um dia de julho de 97 mm (3.80 in) fixado em 1872. As chuvas fortes inundaram partes do Aeroporto LaGuardia. Em outros lugares, relatórios de 76–127 mm (3–5 in) eram comuns em Nova Jérsia, Delaware, Maryland e Virgínia. Ventos fortes também afetaram partes do nordeste dos Estados Unidos, com rajadas de 89 km/h (55 mph) no sul da Nova Inglaterra. As marés geralmente corriam 0.91–1.22 m (3–4 ft) acima do normal em toda a região. A tempestade causou atrasos nas viagens e encalhou vários navios, mas, fora isso, causou poucos danos sérios. A tempestade forçou o cancelamento de dois jogos de beisebol da American League e o adiamento de vários outros eventos desportivos.